# Société québécoise d'ethnologie
 (novembre 2023).
La Société québécoise d'ethnologie (SQE), anciennement nommée la Société québécoise des ethnologues, est un organisme culturel sans but non lucratif fondé en 1975. Son objectif principal est la promotion de l'ethnologie et la préservation du patrimoine, à la fois matériel et immatériel.

## Mission et activités
La SQE a pour mission de regrouper les personnes intéressées par l'ethnologie ainsi que les organismes impliqués dans la préservation et la mise en valeur du patrimoine ethnologique. Pour atteindre cet objectif, elle favorise la recherche dans les divers domaines de l'ethnologie et diffuse les résultats de ces recherches. La société sensibilise également le public à l'importance du patrimoine ethnologique du Québec du point de vue culturel, social et scientifique, en rendant ce patrimoine accessible à travers divers moyens appropriés.

### RevueRabaska
Depuis 2003, la SQE publie la revue révisée par les pairs Rabaska, consacrée à l'étude approfondie des cultures, du patrimoine et des traditions de l'Amérique du Nord francophone. Cette revue fournit un espace où les chercheurs peuvent partager leurs découvertes et participe à la diffusion et à la préservation du patrimoine ethnologique du Québec, tout en encourageant le dialogue et la collaboration au sein de la communauté scientifique et du grand public intéressé par ces sujets.

### Programme de valorisation des porteurs de traditions
En 2012, la SQE a lancé Le programme de valorisation des porteurs de traditions. Chaque année, ce programme honore des individus ayant contribué à l'enrichissement du patrimoine culturel québécois en mettant en avant des pratiques identitaires spécifiques dans divers domaines. Les critères de sélection incluent l'authenticité, la continuité historique, la transmission par filiation, le caractère identitaire de la pratique, l'origine du savoir et du savoir-faire, ainsi que la contribution à l'enrichissement du patrimoine culturel. Des certificats de reconnaissance sont remis lors d'une cérémonie publique.

## Domaines d'intervention
Les domaines d'intervention de la SQE englobent à la fois les aspects matériels et immatériels du patrimoine ethnologique. Les objets matériels tels que les bâtiments, les meubles, les outils, et autres artefacts font partie de son champ d'étude, de même que les traditions, les savoirs, les savoir-faire artistiques, les pratiques artisanales, les rites, les coutumes, la langue, les contes et légendes. La SQE travaille également dans les domaines de la conservation, de la mise en valeur et de la gestion du patrimoine national.

## Reconnaissance légale et institutionnelle
La SQE bénéficie du cadre légal établi par la Loi sur le patrimoine culturel du Québec, adoptée en 2012. Cette loi a officiellement reconnu l'importance de la composante immatérielle du patrimoine, ce qui a conforté les actions menées par la SQE dans ce domaine.
La SQE figure par ailleurs parmi les quelques organisations non gouvernementales du Québec accréditées par l'UNESCO dans le cadre de la Convention pour la sauvegarde du patrimoine culturel immatériel.